# Daniele Padelli
Daniele Padelli (* 25. Oktober 1985 in Lecco) ist ein italienischer Fußballtorwart, der derzeit bei Udinese Calcio in der Serie A unter Vertrag steht.

## Karriere

### Im Vereine
Der erste Verein von Padelli war Como Calcio. In Como spielte der Torhüter in der Jugendmannschaft. 2004 unterschrieb er einen Profivertrag bei Sampdoria Genua. Im Jahr 2006 wurde Padelli an Pizzighettone ausgeliehen. Er kam dort auf 33 Einsätze. Von 2006 bis 2007 war der Italiener beim FC Crotone unter Vertrag, jedoch kam er nur ein Mal zum Einsatz. Am 12. Januar 2007 unterzeichnete Padelli einen Vertrag beim FC Liverpool, wo er bis Saisonende leihweise dritter Torhüter war. Liverpool-Trainer Rafael Benítez sagte über Padelli: „Er ist ein sehr guter junger Torhüter, weiters ist er eine starke Option für die Zukunft des Vereins. Aufgrund seiner Einsätze in der italienischen U-21-Auswahl, wissen wir das wir da einen guten Spieler geholt haben.“ Nachdem ihn weitere Stationen als Leihspieler nach Avellino, Bari und Udine führten, wechselte er im Sommer 2013 zum FC Turin, wo er vier Jahre lang Stammtorhüter war.
Im Sommer 2017 wechselte Padelli zu Inter Mailand und wurde Ersatzmann von Stammtorhüter Samir Handanovič. In seiner vierten und letzten Saison wurde Padelli mit Inter Italienischer Meister. Er kam wettbewerbsübergreifend auf neun Einsätze für die Nerazzurri.
Zur Saison 2021/22 wechselte Padelli zu Udinese Calcio.

### Nationalmannschaft
International spielte Padelli 2005 bei der U-20-WM in den Niederlanden und machte dort sieben Spiele. Er spielte einmal für die italienische U-21-Auswahl.
Von 2014 bis 2015 wurde Padelli mehrfach von Nationaltrainer Antonio Conte in das Aufgebot der Italienischen Fußballnationalmannschaft berufen, blieb jedoch ohne Einsatz für die Squadra Azzurra.

## Erfolge
- Italienischer Meister: 2020/21